# Relations entre les Pays-Bas et la Turquie
Les relations entre les Pays-Bas et la Turquie sont des relations internationales s'exerçant entre le royaume des Pays-Bas et la république de Turquie. Elles sont structurées par deux ambassades, l'ambassade des Pays-Bas en Turquie et l'ambassade de Turquie aux Pays-Bas.

## Crise diplomatique de 2017
Les relations entre les deux pays sont suspendues le 13 mars 2017, alors que les Pays-Bas ont interdit sur leur sol un rassemblement de partisans de « oui » au référendum constitutionnel turc.